# Nevermore
Nevermore — американський музичний гурт, що виконує широко сприйнятливу музику метал. Виникла в 1991 році в Сієтлі в штаті Вашингтон за ініціативою колишніх членів гурту Санктуари: вокаліста Уорела Дейна, басиста Джіма Шеппарда і гітариста Джеффа Луміса. У початковий період діяльності музика, що презентується гуртом належала до течії треш-металу. Потім гурт звернувся у бік прогресивного металу, альтернативного металу чи також грув. Крім стилістичних змін, відмітною рисою Nevermore є вокалізи Уорела Дейна та віртуозні партії гітари у виконанні Джеффа Луміса. До 2005 року з'явилося сім альбомів гурту позитивно оцінюваних, як фанами, так і музичними критиками.

## Дискографія

### Студійні альбоми
- Nevermore (1 січня 1995, Century Media Records)
- In Memory (EP, 28 травня 1996, Century Media Records)
- The Politics of Ecstasy (23 липня 1996, Century Media Records)
- Dreaming Neon Black (6 січня 1999, Century Media Records)
- Dead Heart in a Dead World (13 вересня 2000, Century Media Records)
- Enemies of Reality (29 липня 2003, Century Media Records)
- This Godless Endeavor (26 липня 2005, Century Media Records)
- ''The Obsidian Conspiracy'' (8 червня 2010, Century Media Records)

### Дема
- Utopia (1992, своє видання)
- 1994 demo (1994, своє видання)

### Сингли
- Believe in Nothing (6 грудня 2001, Century Media Records)

### Інші
- Manifesto of Nevermore (2 березня 2009, Century Media Records)